# 枨冲镇
枨冲为中国湖南省浏阳市下辖镇，由原枨冲镇、青草乡于1995年撤区并乡镇时合并设立。枨冲位于浏阳市南部，辖域西南部与普迹镇毗邻，西北部与葛家镇与集里街道接壤，东北部与浏阳市城区交界，东南部与大瑶镇相连，南临醴陵市。全镇辖域总面积186.2平方公里，总人口41,135人(2000年人口普查)，下辖9个行政村。

## 现行行政区划
全镇下辖9个行政村，分别为青草村、枨冲村、平息村、才常村、佳和村、和平村、三元村、新南桥村和牙际山村。